# Terre d’Adige
Terre d’Adige ist eine italienische Gemeinde (comune) mit 3099 Einwohnern (Stand 31. Dezember 2023) in der Provinz Trient. Sie gehört zur Talgemeinschaft Comunità Rotaliana-Königsberg.

## Geografie
Die Gemeinde liegt etwa 8 km nordwestlich von Trient im Etschtal am südlichen Rand der vom Weinanbau geprägten Rotaliana-Ebene auf einer Höhe von 207 m s.l.m. Während der Ortsteil Zambana auf der orographisch linken Seite der Etsch liegt, befindet sich Nave San Rocco auf der rechten Uferseite. Bei Zambana mündet der Noce in die Etsch.

## Verwaltungsgliederung
Die Streugemeinde setzt sich aus den Fraktionen Nave San Rocco, Zambana und Zambana vecchia zusammen. Der Gemeindesitz ist in Zambana.

## Geschichte
Terre d’Adige wurde durch eine Gemeindereform am 1. Januar 2019 durch den Zusammenschluss der ehemaligen Gemeinden Zambana und Nave San Rocco gegründet.

## Verkehr
Durch das Gemeindegebiet führen die Brennerautobahn A22, die Brennerbahn und die Brennerstaatsstraße SS12 sowie die Nonstalbahn an die Zambana mit einem eignen Bahnhof angeschlossen ist. An der rechten Talseite führt am Noce die als Schnellstraße ausgebaute Strada provinciale SP 235 durch das Gemeindegebiet, die Trient mit dem Nonstal verbindet.

## Bilder

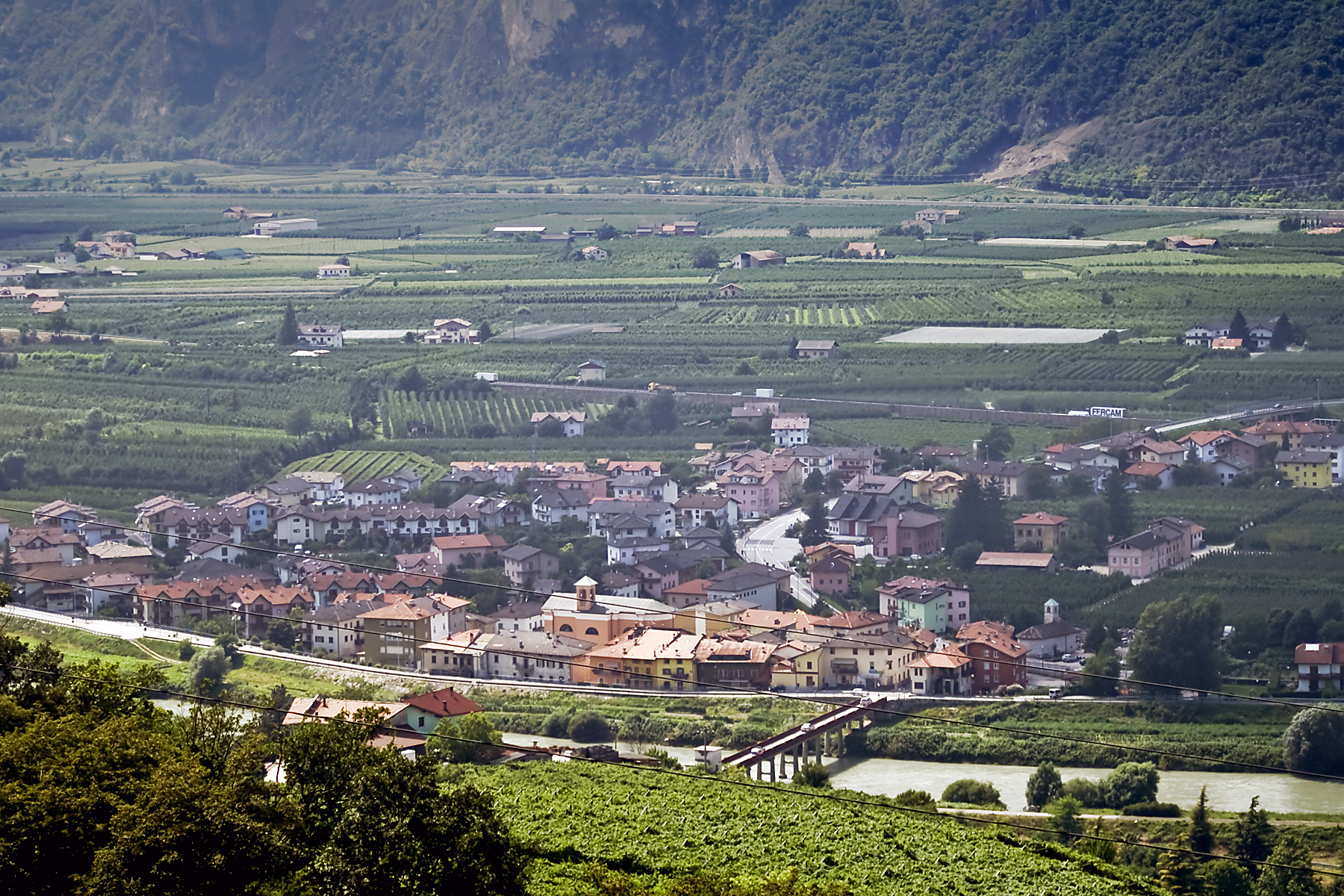
Nave San Rocco
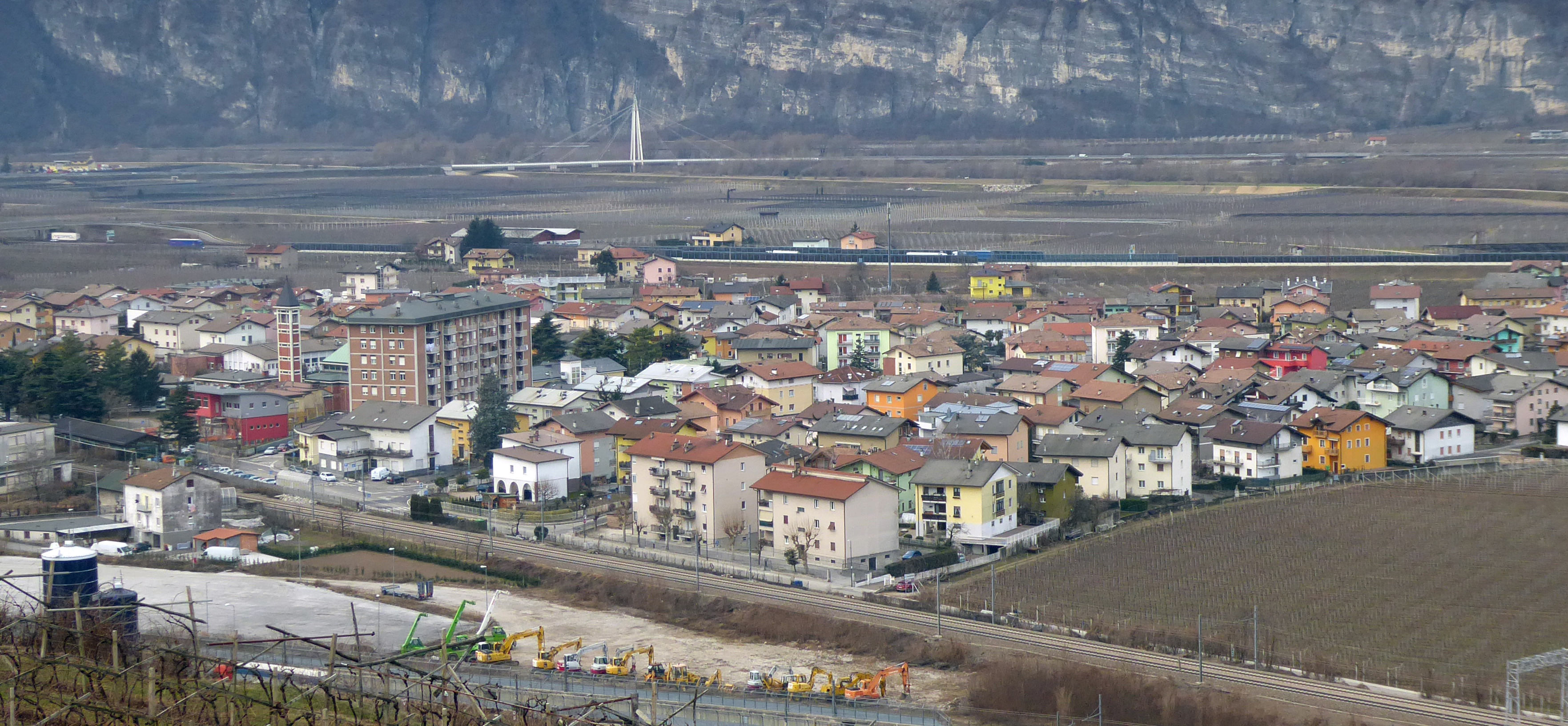
Zambana
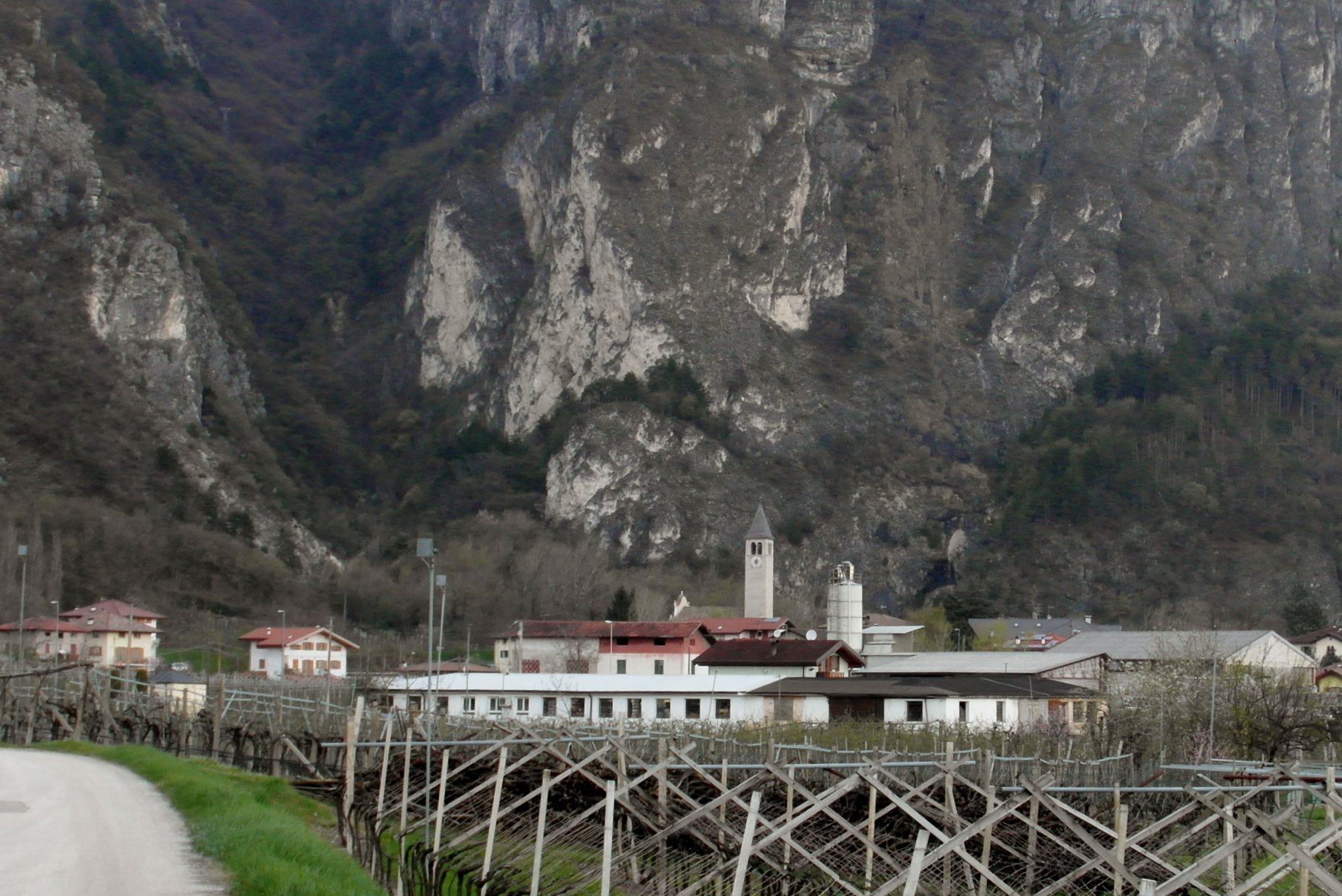
Zambana vecchia